# M53
M53 (NGC 5024) е кълбовиден звезден куп, разположен по посока на съзвездието Косите на Вероника. Открит е от Ян Боде през 1775.
М53 е един от най-отдалечените кълбовидни купове в Галактиката, намиращ се на 60 000 св.г. от Земята.